# Hideyuki Hori
Hideyuki Hori (堀 秀行, Hori Hideyuki) est un seiyū né le 23 mars 1954 à Tokyo (Japon).

## Filmographie
- 1983 : Muscleman ("Kinnikuman") (série télévisée) : Warsman, Barakki
- 1983 : Georgie ("Lady Georgie") (série télévisée) : Abel (voix)
- 1984 : Kinnikuman: Ubawareta champion belt : Warsman
- 1984 : Hokuto no Ken ("Hokuto no Ken") (série télévisée) : Ryûga
- 1984 : Kinnikuman: Ôabare! Seigi chôjin : Warsman, Black Satan
- 1985 : Kinnikuman: Seigi chôjin VS kodai chôjin : Warsman
- 1985 : Kinnikuman: Gyakushû! Uchû kakure chôjin : Warsman
- 1985 : Kinnikuman: Haresugata! Seigi chôjin : Warsman
- 1986 : Pollyanna ("Ai shôjo Porianna monogatari") (série télévisée) : Timothy (voix)
- 1986 : Kinnikuman: Nyû Yôku kiki ippatsu! : Warsman
- 1986 : Les Chevaliers du Zodiaque ("Saint Seiya") (série télévisée) : Ikki, Le chevalier de bronze du Phoenix (voix)
- 1986 : Kinnikuman: Seigi chôjin VS senshi chôjin : Warsman
- 1987 : City Hunter ("Shitîhantâ") (série télévisée) : Robert (voix)
- 1987 : Transformers: The Headmasters (série télévisée) : Chromedome (voix)
- 1987 : Éris : La Légende de la pomme d'or (Saint Seiya Gekijôban) : Ikki (Phoenix) (voix)
- 1988 : Makaitoshi Shinjuku (vidéo) : Izayoi Kyoya
- 1988 : La Guerre des dieux (Saint Seiya: Kamigami no atsuki tatakai) : Ikki (Phoenix) (voix)
- 1988 : Les Guerriers d'Abel (Saint Seiya: Shinku no shônen densetsu) : Ikki (Phoenix) (voix)
- 1989 : Dragon Ball Z (série télévisée) : Capitaine Ginyū
- 1989 : Lucifer : Le Dieu des Enfers (Saint Seiya: Saishûseisen no senshitachi) : Ikki (Phoenix) (voix)
- 1991 : Sôryûden (série télévisée) : Hajime Ryuudou
- 1991 : Dragon Ball Z : La Menace de Namek (Doragon bôru Z: Super saiyajin da son Gokû) : Medamatcha
- 1994 : Darkside Blues : Gren
- 1994 : Mobile Fighter G Gundam (série télévisée) : Schwarz Bruder
- 1996 : You're Under Arrest (série télévisée) : Strike-man
- 1998 : Generator Gawl (série télévisée) : Kanae
- 1999 : One Piece (série télévisée) : Bartholomew Kuma / Pacifistas / Judge Vinsmoke (voix)
- 2000 : Mirai Sentai Timeranger (série télévisée) : Narrator (voix)
- 2002 : Kinnikuman nisei (série télévisée) : Kinkotsuman (Sharekôbe)
- 2004 : Sōkyū no Fafner (série télévisée) : Michio Hino (voix)
- 2004 : Gundam Seed Destiny (série télévisée) : Lord Djibril (voix)
- 2006 : GoGo Sentai Boukenger (série télévisée) : Daikenjin Zubaan (voix)
- 2008 : Hakaba Kitarō (série télévisée) : Yasha et Bon Arima

## Jeux vidéo
- Ryu Hayabusa :
  - 1997 - Dead or Alive
  - 1999 - Dead or Alive 2
  - 2001 - Dead or Alive 3
  - 2005 - Dead or Alive 4
  - 2007 - Ninja Gaiden Sigma
  - 2008 - Ninja Gaiden: Dragon Sword
  - 2008 - Ninja Gaiden II
  - 2009 - Ninja Gaiden Sigma 2
  - 2012 - Ninja Gaiden 3
  - 2012 - Dead or Alive 5
  - 2017 - Warriors All-Stars